# Association des accidentés de la vie
Die Association des accidentés de la vie (FNATH) ist eine im Jahr 1921 mit dem Ziel der Verbesserung der Lebensbedingungen der Opfer von Arbeitsunfällen gegründete französische Behindertenorganisation mit Sitz in Saint-Étienne (Département Loire). Ihr Mitgliederkreis wurde im Jahr 1927 auf alle Unfallopfer und behinderte Personen erweitert. Der eingetragene, unabhängige und gemeinnützige Verein verfügt heute über ein Netz von 83 Niederlassungen (groupements départementaux) und 1500 Sektionen (sections locales), in dem annähernd 200.000 Mitglieder zusammengeschlossen sind.
Vorstandsvorsitzende ist Nadine Herrero.